# Joseph Gärtner
Joseph Gärtner (eller Gaertner), född den 12 mars 1732 i Kalw (Württemberg), död den 14 juli 1791 i Tübingen, var en tysk botaniker, far till Karl Friedrich von Gärtner.
Gärtner blev professor i anatomi vid Tübingens universitet 1760 och var 1768–1770 föreståndare för botaniska trädgården i Sankt Petersburg. Han författade det berömda morfologiska verket om frukter och frön, De fructibus et seminibus plantarum (2 band, med 180 planscher, 1788–1791).
Auktorsnamnet Gaertn. kan användas för Joseph Gärtner i samband med ett vetenskapligt namn inom botaniken; se Wikipediaartiklar som länkar till auktorsnamnet.